# Sphagnum luetzelburgii
Sphagnum luetzelburgii är en bladmossart som beskrevs av Paul och H. Crum 2001. Sphagnum luetzelburgii ingår i släktet vitmossor, och familjen Sphagnaceae. Inga underarter finns listade i Catalogue of Life.